# Courtney Thorne-Smith

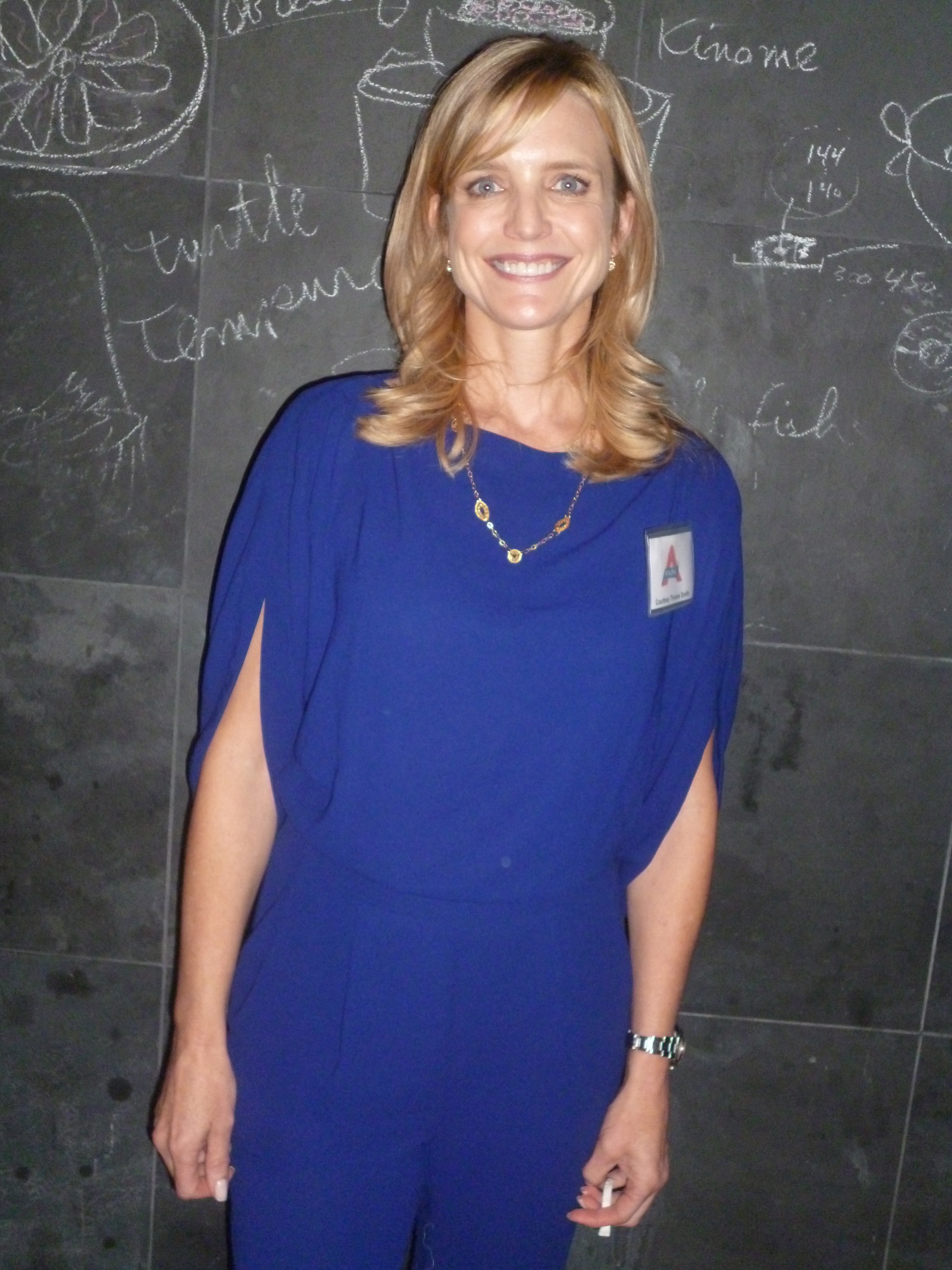
Courtney Thorne-Smith, 2013

Courtney Thorne-Smith (* 8. November 1967 in San Francisco, Kalifornien) ist eine US-amerikanische Schauspielerin.

## Leben und Karriere
Thorne-Smith besuchte die Tamalpais High School sowie die Menlo-Atherton Highschool und studierte Schauspiel an der Ensemble Theatre Company. Sie spielte von 1992 bis 1997 in der Fernsehserie Melrose Place und von 1997 bis 2002 in der Fernsehserie Ally McBeal mit.
Für die Rolle der Anwältin Georgia Thomas in Ally McBeal gewann sie 1999 den Screen Actors Guild Award. 1998 und 2000 wurde sie für den gleichen Preis nominiert.
Von 2001 bis 2009 spielte sie neben James Belushi und Kimberly Williams-Paisley in der Fernsehserie Immer wieder Jim. Danach übernahm sie über sechs Staffeln die Rolle von Alans (Jon Cryer) Freundin Lyndsey in Two and a Half Men.
Thorne-Smith war in den Jahren 2000 bis 2001 mit dem Genetiker Andrew Conrad verheiratet. Am 1. Januar 2007 wurde ihre Ehe mit dem Medienunternehmer Roger Fishman geschlossen. Am 11. Januar 2008 wurde ihr Sohn geboren.

## Filmografie (Auswahl)
- 1986: Welcome to 18 – Jetzt wird’s gefährlich (Welcome to 18)
- 1986: Fast Times at Ridgemont High (Fernsehserie, 7 Folgen)
- 1986: Lucas
- 1986: Ein Mann ein Wort (The Thanksgiving Promise, Fernsehfilm)
- 1987: Infidelity (Fernsehfilm)
- 1987: Die Supertrottel (Revenge of the Nerds II: Nerds in Paradise)
- 1987: Summer School
- 1988: Unser lautes Heim (Growing Pains, Fernsehserie, Folge 4x07)
- 1988–1989: Day by Day (Fernsehserie, 33 Folgen)
- 1990: Alles außer Liebe (Anything But Love, Fernsehserie, Folge 2x14)
- 1990: L.A. Law – Staranwälte, Tricks, Prozesse (L.A. Law, Fernsehserie, 6 Folgen)
- 1990: Atemloser Sommer (Side Out)
- 1992–1997: Melrose Place (Fernsehserie, 158 Folgen)
- 1992: Grapevine (Fernsehserie, Folge 1x04)
- 1994: Besessene der Macht (Breach of Conduct, Fernsehfilm)
- 1995: Die Rache der Schönheitskönigin (Beauty's Revenge, Fernsehfilm)
- 1996: Partners (Fernsehserie)
- 1997–2002: Ally McBeal (Fernsehserie, 69 Folgen)
- 1997–1998: Chaos City (Spin City, Fernsehserie, 2 Folgen)
- 1997: The Lovemaster
- 1998: Der Chaotenboss (Chairman of the Board)
- 1999: Allymania: The Best of Ally McBeal (Ally, Fernsehserie, 12 Folgen)
- 2000: The Norm Show (Norm, Fernsehserie, Folge 3x06)
- 2001–2009: Immer wieder Jim (According to Jim, Fernsehserie, 182 Folgen)
- 2009: Sorority Wars (Fernsehfilm)
- 2010–2015: Two and a Half Men (Fernsehserie, 51 Folgen)
- 2017: Site Unseen: An Emma Fielding Mystery (Fernsehfilm)
- 2018: Past Malice: An Emma Fielding Mystery (Fernsehfilm)
- 2019: More Bitter Than Death: An Emma Fielding Mystery (Fernsehfilm)
- 2020: Mom (Fernsehserie, Folge 7x17)
- 2024: He Slid Into Her DM's (Fernsehfilm)